# シゼル・アンドレセン

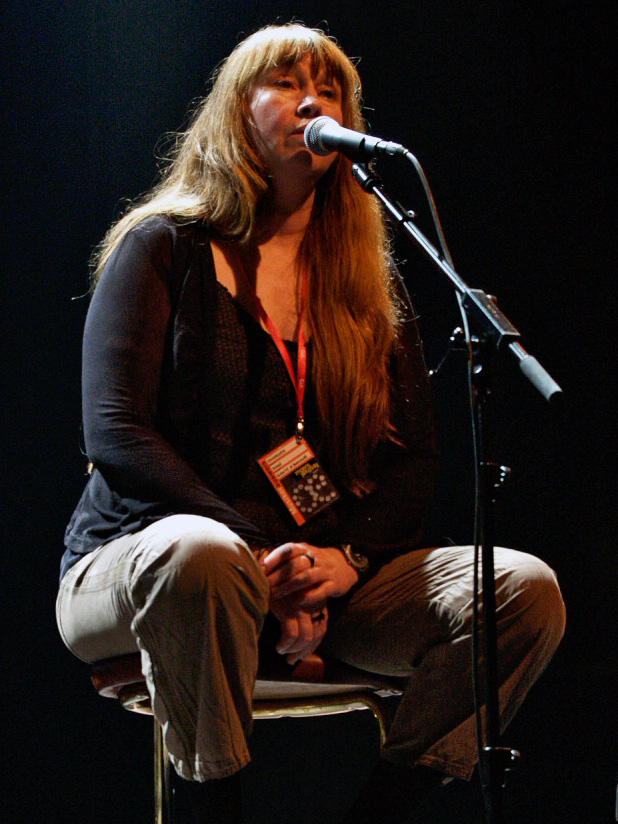
シゼル・アンドレセン

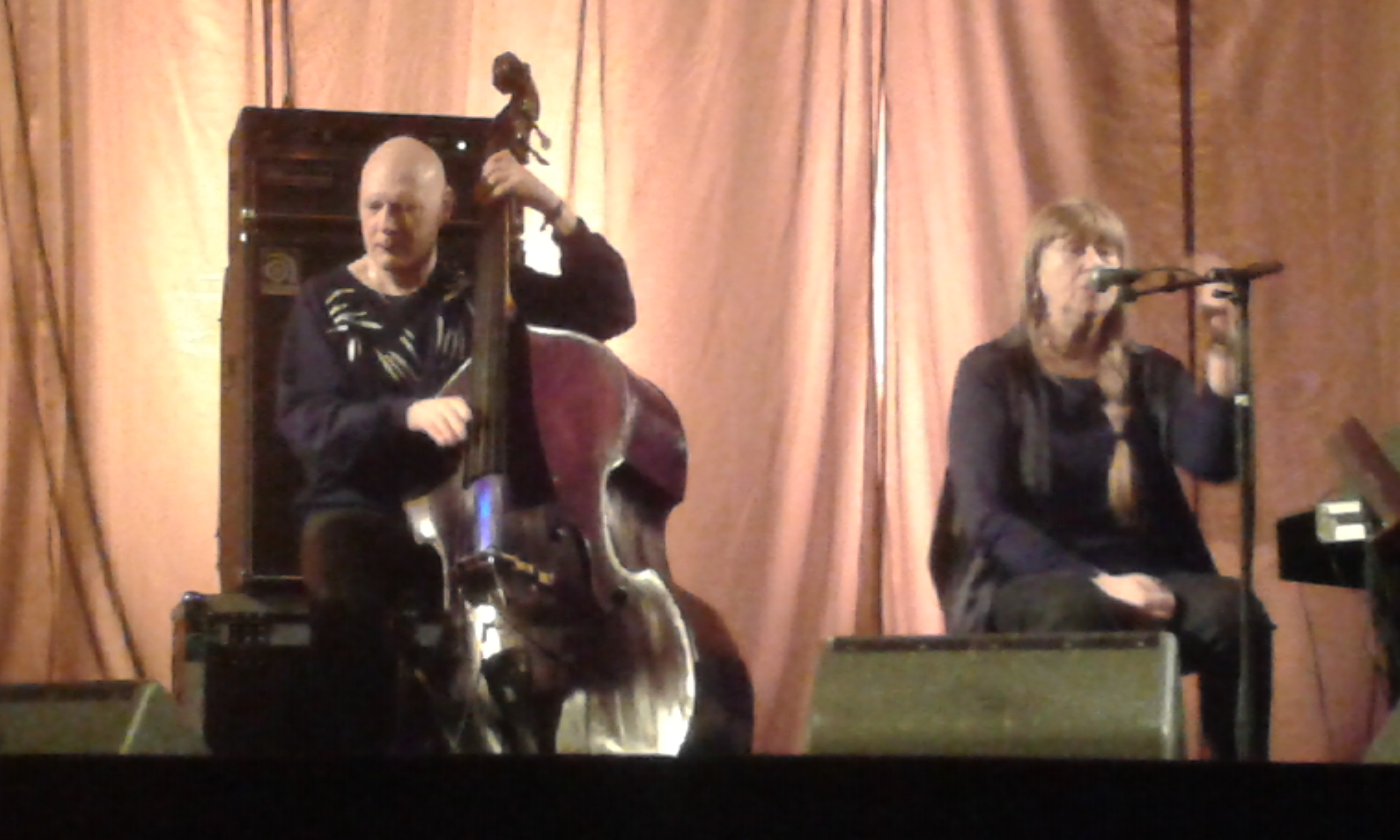
演奏するシゼル・アンドレセン（右）とダン・ベルグルンド（2016年）

シゼル・アンドレセン（Sidsel Endresen、1952年6月19日 - ）は、ノルウェーの歌手、作曲家、女優。彼女はヨン・エベルソン・グループの一員を務めた。1987年以来、アンドレセンはECMでのレコーディングにおいて成功したソロ・キャリアを追求してきた。

## 略歴
アンドレセンは、21世紀初頭におけるノルウェーで最も著名な女性ジャズ・ミュージシャンの1人であった。彼女は、新しい実験的な形や、ジャズとその他の芸術的表現の組み合わせで自身の声に挑戦することを好む多才なアーティストである。彼女の作品は、1980年代と1990年代の「フュージョン」や「チェンバー・ジャズ」から、1990年代半ばより今日に至るまでのインプロヴィゼーションに基づく「新しい」音楽形式へと移り変わっていった。彼女はまた、ソロ、デュオ、トリオという編成を探求するために、より大きな編成から転向した。過去15年間、彼女の作品は主に、演奏者としても作曲家としても、フリー・インプロヴィゼーションというジャンルに集中してきた。
アンドレセンは英語と人類学を学び、1976年にイギリスに滞在した後、オスロに定住し、そこで芸術家としてのキャリアをスタートさせた。
彼女は、ソウル・グループ「Chipahua」（1979年-）、ヨン・エベルソン・グループ（1980年–1987年）と共に歌手、作曲家、ソングライターとして働いた。彼女はエベルソンと共に、ジャズとロックを結びつける音楽的に強力なアルバムのシリーズを作り上げた。これが非常にポピュラーなものとなり、より多くの聴衆から高い評価を得てきている。この共演の結果が、2度にわたるスペルマン賞受賞につながる5枚の著名なCDとなった。
アンドレセンとスティアン・ヴェスタルフースの後には、The Jistというデュオのナタリー・サンドターフやトルゲイル・スタンダールら新しい実験的なノルウェーのミュージシャンが続いている。

## 受賞歴
- 1981年: スペルマン賞 ジャズ部門： アルバム『Jive Talking』（ヨン・エベルソン・グループ）
- 1985年: スペルマン賞 作曲家/作詞家 部門賞： アルバム『City Visions』（ヨン・エベルソン・グループ）
- 1991年: ガムレン賞 オープン・クラス： アルバム『So I Write』
- 1993年: ラドカ・トネフ・メモリアル・アウォード
- 1998年: スペルマン賞 オープン・クラス： アルバム『Duplex Ride』 ※with ブッゲ・ヴェッセルトフト
- 1998年: コングスバーグ・ジャズ・アワード
- 2000年: バディ賞
- 2002年: スペルマン賞 オープン・クラス： アルバム『アウト・ヒア、イン・ゼア』 ※with ブッゲ・ヴェッセルトフト
- 2012年: スペルマン賞 ジャズ部門： アルバム『Didymoi Dreams』 ※with スティアン・ヴェスタルフース

## ディスコグラフィ

### リーダー・アルバム
- So I Write (1990年、ECM) ※with ニルス・ペッター・モルヴェル、ジャンゴ・ベイツ、ヨン・クリステンセン
- 『エグザイル』 - Exile (1994年、ECM)
- Nightsong (1994年、ACT) ※with ブッゲ・ヴェッセルトフト
- Duplex Ride (1998年、ACT) ※with ブッゲ・ヴェッセルトフト
- 『アンダートゥ』 - Undertow (2000年、Jazzland)
- 『アウト・ヒア、イン・ゼア』 - Out here in there (2002年、Jazzland) ※with ブッゲ・ヴェッセルトフト
- Merriwinkle (2004年、Jazzland) ※with クリスチャン・ヴァルムルー、ヘルゲ・ステン
- One (2006年、Sofa Music)
- Punkt Live Remixes vol. 1: Sidsel Endresen 7 Jon Hassel (2008年、Punkt)
- Didymoi Dreams (2012年、Rune Grammofon) ※with スティアン・ヴェスタルフース
- Bonita (2014年、Rune Grammofon) ※with スティアン・ヴェスタルフース

### 参加アルバム
ヨン・エベルソン・グループ
- Jive Talking (1981年、CBS) ※スペルマン賞受賞作
- Polarities (1982年、CBS)
- City Visions (1984年、CBS)
- Stories (1985年、CBS) ※スペルマン賞受賞作
- Pigs and Poetry (1987年、CBS)

ヨン・バルケ
- Saturation (1998年、Jazzland/EmArcy)
- Statements (2005年、ECM) ※Batagraf名義

ニルス・ペッター・モルヴェル
- 『ソリッド・エーテル』 - Solid Ether (2001年、ECM)
- 『er』 - ER (2005年、Universal)

その他
- Out To Lunch : Kullboksrytter (1995年、Curling Legs) ※with Norwegian String Quartet
- トリグヴェ・セイム : Different Rivers (2001年、ECM)
- ポール・トーセン : ...The Rest Is Rumours (2002年、Curling Legs) ※with ヨン・エベルソン
- Ensemble du Verre : Sing Me Something (2005年、Fante Records)
- Punkt : Crime Scenes (2007年、Punkt)
- ヤン・バン : And Poppies from Kandahar (2010年、Samadhi Sound)
- Humcrush : Ha! (2011年、Rune Grammofon)
- Twinkle³ : Debris in Lower Earth Orbit (2015年、Cusp Editions)
- ヤン・バン : Hum (2017年、Confront)